# Jacob de Buzere
Jacob de Buzere, ook gespeld Buusere en Buysere, (Hondegem, ? – Sandwich, juni 1572) was een calvinistisch predikant. Als assistent van Sebastiaan Matte was hij betrokken bij de begindagen van de Beeldenstorm in Vlaamse Westkwartier.

## Leven
De Buzere was een Ieperse augustijnermonnik die ten laatste in 1560 zijn klooster verliet en zich tot de Hervorming bekende. Vanwege de geloofsvervolging in de Spaanse Nederlanden scheepte hij eind november te Nieuwpoort in met bestemming Londen. Door ongunstige weersomstandigheden legde zijn schip onverwacht aan in Duinkerke en diende De Buzere te overnachten in een herberg aan wal. Twee meereizende geloofsgenoten werden er gevat en aanhoorden op 18 april 1561 hun doodvonnis. De Buzere was ontkomen en bevond zich toen reeds in Londen, druk doende zijn geloof te verkondigen. Op 24 augustus trouwde hij er met Catalina de Raedt (of Raedts), om dan in september te verhuizen naar Sandwich, waar koningin Elizabeth I net een Vlaamse vluchtelingenkerk had geautoriseerd. De Buzere behoorde er tot de radicale vleugel van de consistorie, die de inquisitie met geweld wilde bestrijden.
In de roerige zomer van 1566 preekte De Buzere in zijn geboortestreek, onder meer op 28 juli in Abele. Op zaterdag 10 augustus, tijdens de processie voor het feest van Sint Laurentius, was De Buzere met Sebastiaan Matte en een gewapend gevolg in Steenvoorde. Na de opzwepende preek van Matte gingen een twintigtal mannen onder leiding van De Buzere over tot beeldenbraak in de Sint-Laurentiuskapel van het gelijknamige klooster in het gehucht Saint-Laurent. Dit was het begin van de Beeldenstorm, die zich bliksemsnel over de lage landen zou verspreiden. De volgende twee dagen preekte De Buzere op de markt van Kassel. Op 13 augustus was hij in Belle voor de bestorming en 'zuivering' van het Sint-Antoniusklooster. Hij preekte ook te Hazebroek, Hondschote en Mesen, telkens geld inzamelend voor de evangelische militie van Jan Denys.
Na de nederlagen van de calvinistische milities bij Wattrelos en bij Lannoy verliet De Buzere met de andere predikanten het Westkwartier om naar het Antwerpse te trekken. In het voorjaar van 1567 stond hij in betrekking met Hendrik van Brederode om een veldtocht te organiseren, maar dit liep in maart uit op een nieuwe nederlaag bij Oosterweel. Via Amsterdam ging De Buzere weer naar Sandwich, waar hij in juni 1572 stierf. Blijkbaar raakte het bericht van zijn dood niet over het Kanaal, want in 1574 werd hij nog uitgesloten van het Algemeen Pardon.
Zijn zoon Gerson Bucerus werd eveneens predikant en werkte mee aan de Statenvertaling uit het Hebreeuws.